# زدی به هدف!
زدی به هدف! (انگلیسی: Nailed It!) یک مجموعه تلویزیونی پخش واقعیت آمریکایی است که در ۹ مارس ۲۰۱۸ در نتفلیکس پخش شد. این سریال یک مسابقه بیک آف به سبک تلویزیون واقع‌نما است، که در آن سه شیرینی پز آماتور برای ساختن کیک‌ها و شیرینی‌های پیچیده به منظور برنده شدن یک جایزه نقدی ۱۰۰۰۰ دلاری و یک جایزه «گل کاشتی!» با یکدیگر رقابت می‌کنند.